# Juraj Drašković (r. 1450.)
Juraj Drašković (rođen 1450., umro 1490.), je član obitelji Drašković.

## O njemu
Služio se glagoljskim pismom. Spominje se u razmim spisima, ugovorima i darovnicama pisanim glagoljicom.